# 弗多維奇內
49°47′44″N 35°14′12″E / 49.79556°N 35.23667°E
弗多維奇內（烏克蘭語：Вдовичине）是位於烏克蘭東部的村莊，由哈爾科夫州博霍杜希夫區的科洛馬克市鎮負責管轄。該村處於科洛馬克河右岸，距離胡爾托維夫卡1公里，始建於1862年，面積0.17平方公里，海拔高度109米，2001年人口11。